# Teddy Bailey
William Theodore "Teddy" Bailey (nacido el 12 de agosto de 1944 en Hamilton, Ohio) fue un universitario y jugador profesional de fútbol americano. Jugó fútbol americano colegial en la Universidad de Cincinnati, donde fue un corredor. Jugó profesionalmente en la Liga de Fútbol Americano para el Buffalo Bills en 1967 y para los Patriotas de Boston en 1969.
- Datos: Q7693976